# Pyongan do Sul
Pyongan Sul (P'yŏngan-namdo; 평안 남도; 平安南道) é uma província da Coreia do Norte.